# Callum Wilson
Callum Eddie Graham Wilson (Coventry, 27 februari 1992) is een Engels voetballer die doorgaans als aanvaller speelt. Hij verruilde Bournemouth in september 2020 voor Newcastle United. Wilson debuteerde in 2018 in het Engels voetbalelftal.

## Clubcarrière

### Coventry City
Wilson stroomde in 2009 door vanuit de jeugd van Coventry City. Hier debuteerde hij op 12 augustus 2009 in het eerste elftal, tijdens een wedstrijd in het toernooi om de League Cup tegen Hartlepool United. Hij maakte in vijf jaar 23 doelpunten in 55 competitieduels voor de club. Die speelde bij zijn debuut in de Championship, maar tijdens zijn laatste twee jaar in de League One. Gedurende zijn tijd bij Coventry verhuurde de club Wilson vier maanden aan Kettering Town en één aan Tamworth, om daar wedstrijden mee te spelen in de Conference National.

### AFC Bournemouth
Wilson tekende op 4 juli 2014 een vierjarig contract bij AFC Bournemouth, dat op dat moment actief was in de Championship. Hij scoorde bij zijn debuut op de openingsspeeldag van het seizoen 2014/15 twee doelpunten, uit tegen Huddersfield Town. Wilson werd dat jaar kampioen met Bournemouth en zelf met twintig competitiedoelpunten clubtopscorer. Hij was op 8 augustus 2015 een van de elf basisspeler van de club toen die voor het eerst in de clubgeschiedenis een wedstrijd in de Premier League speelde. Wilson maakte op 22 augustus 2015 vervolgens deel uit van de eerste overwinning van Bournemouth in deze competitie. Hij won die dag met zijn ploeggenoten met 3-4 uit bij West Ham United. Daarbij maakte hij in de elfde minuut Bournemouths eerste doelpunt in de Premier League ooit én volmaakte hij in de 79ste minuut Bournemouths eerste hattrick in de Premier League ooit. Zijn laatste goal was tevens de winnende. Wilson maakte in zijn eerste zeven wedstrijden in de Premier League vijf doelpunten. Op 26 september 2015 ging hij uit bij Stoke City na zeventien minuten geblesseerd van het veld. Er bleek een voorste kruisband in zijn rechterknie gescheurd, waardoor hij minimaal zes maanden uit de roulatie zou zijn.

### Newcastle United
Wilson tekende op 7 september 2020 een contract bij Newcastle United. Hier ging hij een aanval vormen met Joelinton. Hij maakte op 12 september 2020 zowel zijn debuut als zijn eerste goal voor Newcastle, tegen West Ham United. Toen Wilson tekende bij Newcastle United, speelde dat al een paar jaar in de middenmoot van de Premier League. Dit veranderde toen een consortium uit Saudi-Arabië de club in het najaar van 2021 kocht. Newcastle United gaf die winter meer dan 100 miljoen euro uit aan nieuwe spelers en investeerde voor aanvang van seizoen 2022/23 nog ruim 120 miljoen euro in de selectie. Wilson kreeg in die periode verschillende nieuwe aanvalspartners, zoals Chris Wood en Alexander Isak. Bovenop de toegenomen concurrentie moest hij in seizoen 2021/22 bijna zes maanden missen door blessures. Hij behield toch het vertrouwen van coach Steve Bruce en later ook dat van opvolger Eddie Howe. Wilson werd in seizoen 2022/23 met 18 doelpunten in 31 speelronden clubtopscorer. Zijn ploeggenoten en hij plaatsten zich dat jaar mede daardoor via de vierde plaats in de Premier League voor het eerst in twintig jaar voor de Champions League.

## Clubstatistieken
| Seizoen | Club             | Land     | Competitie          | Wed. | Doelp. |
| ------- | ---------------- | -------- | ------------------- | ---- | ------ |
| 2009/10 | Coventry City    | Engeland | Championship        | 0    | 0      |
| 2010/11 | Coventry City    | Engeland | Championship        | 1    | 0      |
| 2010/11 | → Kettering Town | Engeland | Conference National | 17   | 1      |
| 2011/12 | → Tamworth       | Engeland | Conference National | 3    | 1      |
| 2012/13 | Coventry City    | Engeland | League One          | 11   | 1      |
| 2013/14 | Coventry City    | Engeland | League One          | 37   | 21     |
| 2014/15 | AFC Bournemouth  | Engeland | Championship        | 45   | 20     |
| 2015/16 | AFC Bournemouth  | Engeland | Premier League      | 13   | 5      |
| 2016/17 | AFC Bournemouth  | Engeland | Premier League      | 20   | 6      |
| 2017/18 | AFC Bournemouth  | Engeland | Premier League      | 28   | 8      |
| 2018/19 | AFC Bournemouth  | Engeland | Premier League      | 30   | 14     |
| 2019/20 | AFC Bournemouth  | Engeland | Premier League      | 35   | 8      |
| 2020/21 | Newcastle United | Engeland | Premier League      | 26   | 12     |
| 2021/22 | Newcastle United | Engeland | Premier League      | 18   | 8      |
| 2022/23 | Newcastle United | Engeland | Premier League      | 31   | 18     |
| 2023/24 | Newcastle United | Engeland | Premier League      | 5    | 3      |
| Totaal  | Totaal           | Totaal   | Totaal              | 320  | 126    |

Laatste update: 23 september 2023.

## Interlandcarrière
Wilson maakte op 15 november 2018 zijn debuut in de Engelse nationale ploeg, in een oefeninterland tegen de Verenigde Staten. Hij luisterde zijn debuut op met een doelpunt en werd hiermee de eerste Bournemouth-speler ooit die scoorde voor Engeland. Wilson behoorde hierna een jaar vrijwel altijd tot de Engelse selectie en kreeg af en toe speeltijd. Hij werd na november 2019 drie jaar niet meer opgenomen in de nationale selectie, tot bondscoach Gareth Southgate hem meenam naar het WK 2022. Hierop mocht hij invallen tijdens groepswedstrijden tegen Iran en Wales.
| Interlands van Callum Wilson voor Engeland | Interlands van Callum Wilson voor Engeland | Interlands van Callum Wilson voor Engeland | Interlands van Callum Wilson voor Engeland | Interlands van Callum Wilson voor Engeland | Interlands van Callum Wilson voor Engeland | Interlands van Callum Wilson voor Engeland |
| №                                          | Datum                                      | Wedstrijd                                  | Uitslag                                    | Competitie                                 | Goals                                      |                                            |
| Als speler bij AFC Bournemouth             | Als speler bij AFC Bournemouth             | Als speler bij AFC Bournemouth             | Als speler bij AFC Bournemouth             | Als speler bij AFC Bournemouth             | Als speler bij AFC Bournemouth             | Als speler bij AFC Bournemouth             |
| ------------------------------------------ | ------------------------------------------ | ------------------------------------------ | ------------------------------------------ | ------------------------------------------ | ------------------------------------------ | ------------------------------------------ |
| 1                                          | 15 november 2018                           | Engeland – Verenigde Staten                | 3 – 0                                      | Vriendschappelijk                          | 1                                          |                                            |
| 2                                          | 25 maart 2019                              | Montenegro – Engeland                      | 1 – 5                                      | Kwalificatie EK 2020                       |                                            |                                            |
| 3                                          | 9 juni 2019                                | Zwitserland – Engeland                     | 0 – 0                                      | Nations League 2018/19                     |                                            |                                            |
| 4                                          | 14 oktober 2019                            | Bulgarije – Engeland                       | 0 – 6                                      | Kwalificatie EK 2020                       |                                            |                                            |

## Erelijst
| Kampioen Championship | 1x | 2014/15 |

1 Dúbravka ·
2 Trippier ·
4 Botman ·
5 Schär ·
6 Lascelles  ·
7 Joelinton ·
8 Tonali ·
9 Wilson ·
10 Gordon ·
11 Barnes ·
13 Targett ·
14 Isak ·
17 Krafth ·
18 Osula ·
19 Vlachodimos ·
20 Hall ·
21 Livramento ·
22 Pope ·
23 Murphy ·
24 Almirón ·
25 Kelly ·
26 Ruddy ·
28 Willock ·
29 Gillespie ·
33 Burn ·
36 Longstaff ·
37 Murphy ·
39 Guimarães ·
67 Miley ·
Coach: Howe
· Assistent-coach: Jones
1 Pickford ·
2 Walker ·
3 Shaw ·
4 Rice ·
5 Stones ·
6 Maguire ·
7 Grealish ·
8 Henderson ·
9 Kane  ·
10 Sterling ·
11 Rashford ·
12 Trippier ·
13 Pope ·
14 Phillips ·
15 Dier ·
16 Coady ·
17 Saka ·
18 Alexander-Arnold ·
19 Mount ·
20 Foden ·
21 White ·
22 Bellingham ·
23 Ramsdale ·
24 Wilson ·
25 Maddison ·
26 Gallagher ·
Coach: Southgate